# La Victoire (Haïti)
La Victoire (Haïtiaans-Creools: Laviktwa) is een stad en gemeente in Haïti met 10.500 inwoners. De gemeente maakt deel uit van het arrondissement Saint-Raphaël in het departement Nord.

## Indeling
De gemeente bestaat uit slechts één section communale:
| Nr. | Naam        | Km²   | Inw.2015 |
| --- | ----------- | ----- | -------- |
| 1   | La Victoire | 31,35 | 10.541   |